# Stary Kostrzynek
Stary Kostrzynek (Duits: Altcüstrinchen) is een dorp in de gemeente Cedynia in de Powiat Gryfiński in Polen. Het ligt op de oever van de Oder en bijgevolg ook aan de Duitse grens. In 2007 had het 104 inwoners.